# Concord Dawn
I Concord Dawn sono un gruppo drum and bass formato nel 1998 ad Auckland, Nuova Zelanda, su iniziativa di Matt Harvey ed Evan Short.
Nel 2009 Evan Short abbandona il progetto lasciando le redini al collega Matt.

## Formazione
- Matt Harvey (Matty C) - voce, produzione, sintetizzatori, effetti

## Discografia

### Album in studio
- 2000 - Concord Dawn
- 2001 - Disturbance
- 2003 - Uprising
- 2006 - Chaos By Design
- 2010 - The Enemy Within
- 2012 - Air Chrysalis

### Singoli mai pubblicati
- 2002 - Bad Bones
- 2004 - Take Me Away
- 2004 - Take Me Away (III Skillz Remix)